# Homoeosoma sinuella
Homoeosoma sinuella là một loài bướm đêm thuộc họ Pyralidae. Nó được tìm thấy ở châu Âu.
Sải cánh dài 18–23 mm. The moths are on wing từ tháng 5 đến tháng 8 tùy theo địa điểm.
Ấu trùng ăn các loài Plantago.